# Castillo de Cabañas
El castillo de Cabañas es una fortaleza situada en el término municipal español de Cabañas del Castillo, en la Sierra de las Villuercas, provincia de Cáceres, Extremadura. Fue construido en el siglo XII.

## Historia
El historiador, escritor y etnógrafo Publio Hurtado señala su origen durante la ocupación musulmana y su construcción se llevó a cabo durante el siglo XII sobre otra edificación musulmana anterior. Posteriormente fue reformado en el siglo XIV, al pasar a depender de Trujillo después de la Reconquista, fue entregada a García Álvarez de Toledo por lo que se adhirió al Señorío de Oropesa y al de Marquesado de Jarandilla.

## El castillo
Al estar en una cresta rocosa, el recinto es alargado y estrecho para adaptarse al terreno de coronación de la colina. Las paredes de esta son como acantilados, casi totalmente verticales. El material que se utilizó fue mampostería y sillarejo obtenidos del propio emplazamiento, posiblemente lo que se necesitó desmontar para obtener pequeña superficie medianamente horizontal. Todavía se conserva una buena parte de la fortificación como algunos lienzos y torres adjuntas. Las torres que se encuentran en mejor estado son las que están en los extremos de la planta alargada. Las dos tienen planta cuadrangular y algunos vanos en los diferentes pisos, todos ellos de pequeñas dimensiones.
Para acceder a él hay que tomar un camino que empieza junto al cementerio de la población.
En la actualidad se encuentra en estado de ruina aunque protegido bajo la Declaración genérica del Decreto de 22 de abril de 1949, y la Ley 16/1985 sobre el Patrimonio Histórico Español.